# ウィル・ライムス
ウィリアム・ダニエル・ライムス（William Daniel Rhymes, 1983年4月1日 - ）は、アメリカ合衆国・テキサス州ヒューストン出身のプロ野球選手（二塁手）。右投左打。

## 経歴

### アマチュア時代
ラマー高等学校からウィリアム・アンド・メアリー大学に進学。生物学を専攻しており、2005年に卒業した。

### プロ入りとタイガース時代
2005年のMLBドラフトでデトロイト・タイガースから27巡目（全体810位）指名され、入団。
2010年7月25日にメジャーに昇格し、同日のトロント・ブルージェイズ戦で代打で出場しメジャーデビューを果たした。9月20日のカンザスシティ・ロイヤルズ戦でザック・グレインキーから右翼席ギリギリにメジャー初本塁打を放ったが、この本塁打はメジャー第1号がビデオ判定となった初のケースであった。
2011年12月30日に大学時代に知り合った女性と結婚した。

### レイズ時代
2012年は、タンパベイ・レイズでプレーした。

### ナショナルズ傘下時代
2013年と2014年は、ワシントン・ナショナルズ傘下のAAA級シラキュース・チーフスでプレーした。

## 詳細情報

### 背番号
- 28 (2010年 - 2011年)
- 10 (2012年)